# محمد علي حسيني
محمد علي حسيني (بالفارسية: محمد علی حسینی) هو نائب وزير خارجية إيران.   والمتحدث الرسمي باسم الوزارة من عام 2007 حتى عام 2010 وكذلك نائب وزير الشؤون البرلمانية.  يشغل حاليًا منصب سفير جمهورية إيران الإسلامية في باكستان.
قال سيد محمد علي حسيني في مقابلة حصرية مع وكالة أنباء الجمهورية الإسلامية الإيرانية (إرنا) في إسلام أباد إن زيارة وزير الخارجية شاه محمود قريشي تعتبر مهمة للغاية في هذا الوقت الحرج لأن إيران وباكستان كجارتين رئيسيتين لأفغانستان تعرضا لعواقب الاحتلال الذي دام 20 عامًا لأفغانستان. الدولة من قبل الولايات المتحدة وحلفائها الغربيين.
بجهوده افتتحت باكستان وإيران نقطة العبور الحدودية الثالثة في منطقة بيشين ماند في بلوشستان ، افتتح البلدان بوابة ريمدان-جبد الحدودية في ديسمبر من العام الماضي ، في حين أن حدود تفتان تعمل منذ عقود.